# Tolne Sogn
Tolne Sogn er et sogn i Hjørring Nordre Provsti (Aalborg Stift).
I 1800-tallet var Hørmested Sogn anneks til Tolne Sogn. Begge sogne hørte til Horns Herred i Hjørring Amt. Trods annekteringen var Tolne og Hørmested selvstændige sognekommuner. Ved kommunalreformen i 1970 blev de begge indlemmet i Sindal Kommune, som ved strukturreformen i 2007 indgik i Hjørring Kommune.
I Tolne Sogn findes Tolne Kirke.
I sognet findes følgende autoriserede stednavne:
- Børsholt (bebyggelse)
- Bålhøje (areal)
- Dvergetved (bebyggelse, ejerlav)
- Fluebjerg (bebyggelse)
- Gråstenshøje (areal)
- Mølkær (bebyggelse)
- Nymark (bebyggelse)
- Skørbæk (bebyggelse)
- Skørbækshede (bebyggelse, ejerlav)
- Skårupgård (bebyggelse, landbrugsejendom)
- Snerpen (bebyggelse)
- Strandhulsbakker (areal)
- Stønbakken (bebyggelse)
- Tolne (bebyggelse, ejerlav)
- Tolne Bakker (areal)
- Tolne Bjerg (areal)
- Tolne Kirkeby (bebyggelse)
- Tolne Skov (areal)
- Vester Holmen (bebyggelse)
- Yderhede (bebyggelse)
- Ørnkol (areal)
- Østermark (bebyggelse)